# آل‌خلیفه
آل‌خلیفه خانواده سلطنتی است که از سال ۱۷۶۵ تاکنون بر بحرین حکمرانی می‌کند. سردودمان خانواده آل‌خلیفه محمد بن خلیفه آل‌خلیفه می‌باشد، که در فاصله سال‌های ۱۷۶۵ تا ۱۷۷۶ پادشاه بحرین بود. تاکنون ۱۳ نفر از این خانواده به پادشاهی کشور بحرین رسیده‌اند. حمد بن عیسی آل‌خلیفه از سال ۲۰۰۲ پادشاه بحرین می‌باشد.

نشان رسمی کشور بحرین و خاندان آل خلیفه

## حاکمان آل خلیفه
حاکمان و پادشاهان آل خلیفه عبارتند از:
- محمد بن خلیفه آل خلیفه (۱۷۶۵ - ۱۷۷۶)
- خلیفه بن محمد آل خلیفه (۱۷۷۶ - ۱۷۸۳)
- احمد بن محمد آل خلیفه (۱۷۸۳ - ۱۷۹۴)
- سلمان بن احمد آل خلیفه (۱۷۹۴ - ۱۸۲۱)
- عبدالله بن احمد آل خلیفه (۱۸۲۰ - ۱۸۴۳)
- محمد بن خلیفه بن سلمان آل خلیفه (۱۸۴۲ - ۱۸۶۷)
- علی بن خلیفه آل خلیفه (۱۸۶۷ - ۱۸۶۹)
- محمد بن عبدالله آل خلیفه (۱۸۶۹)
- عیسی بن علی آل خلیفه (۱۸۶۹ - ۱۹۳۲)
- حمد بن عیسی بن علی آل خلیفه (۱۹۳۲ - ۱۹۴۲)
- سلمان بن حمد آل‌خلیفه (۱۹۴۲ - ۱۹۶۱)
- عیسی بن سلمان آل خلیفه (۱۹۶۱ - ۱۹۹۹)
- حمد بن عیسی آل‌خلیفه (۱۹۹۹ – تا امروز)